# Метрополь (Херсонская область)
Метрополь (укр. Метрополь) — село в Новотроицкой поселковой общине Генического района Херсонской области Украины.
Население по переписи 2001 года составляло 550 человек. Почтовый индекс — 75332. Телефонный код — 5548. Код КОАТУУ — 6524484505.